# Live on 3 Continents
Live on 3 Continents – film z zapisem występów power metalowego zespołu Helloween. W jego skład wchodzą nagrania z koncertów granych na trzech kontynentach (Europie, Azji i Ameryce Południowej). Materiał nagrany został w trakcie trasy koncertowej promującej album Keeper of the Seven Keys - The Legacy. Jest to drugie wydanie zapisu filmu z koncertu w historii zespołu. Pierwszym był High Live. Producentem albumu jest Charlie Bauerfeind. Wydawnictwo ukazało się w 2007 roku na płycie DVD.

## Lista utworów
CD 1
1. "Intro" (São Paulo)
2. "The King for a 1000 Years" (São Paulo)
3. "Eagle Fly Free" (São Paulo)
4. "Hell Was Made In Heaven" (São Paulo)
5. "Keeper of the Seven Keys" (São Paulo lub Sofia)
6. "A Tale That Wasn't Right" (São Paulo lub Sofia)
7. "Drum Solo" (połączenie z São Paulo, Sofii i Tokio)
8. "Mr. Torture" (São Paulo lub Tokio)
9. "If I Could Fly" (São Paulo)
10. "Guitar Solo" (połączenie z São Paulo, Sofii i Tokio)
11. "Power" (São Paulo)
12. "Future World" (São Paulo)
13. "The Invisible Man" (São Paulo)
14. "Mrs. God" (São Paulo)
15. "I Want Out" (São Paulo lub Sofia)
16. "Dr. Stein" (São Paulo lub Tokio)
17. "Outro" (São Paulo)

CD 2
1. "Occasion Avenue" (Tokio)
2. "Halloween" (festiwal Master Of Rock, Vicovice, Czechy)
3. "Roadmovie"
4. "Interviews"
5. "Mrs. God" (Teledysk)
6. "Light the Universe" (Teledysk)

## Skład
- Andreas Deris – wokal
- Michael Weikath – girara
- Sascha Gerstner – gitara
- Markus Grosskopf – gitara basowa
- Daniel Löble – perkusja